# 과테말라의 국장

과테말라의 국장

과테말라의 국장은 1871년 11월 18일에 제정되었다. 올리브 가지는 승리를, 과테말라의 국조인 케찰은 자유를 의미한다. 국장의 중앙에 있는 두루마리에는 "1821년 9월 15일 해방"("LIBERTAD, 15 DE, SETIEMBRE, DE 1821")이 스페인어로 쓰여져 있다. 1821년 9월 15일은 과테말라가 스페인으로부터 독립한 날을 뜻한다. 엇갈린 채로 놓인 레밍턴 소총은 나라를 지키는 과테말라의 군대를, 엇갈린 채로 놓인 두 개의 칼은 명예를 의미한다.